# Wij Willen Smurfen
Wij Willen Smurfen is de derde officiële cd van de Smurfen. De cd werd uitgebracht op 17 augustus 2011 via EMI.
De nummers op dit album zijn covers van nummers van andere artiesten, waarbij de teksten zijn vervangen door andere, smurf-gerelateerde teksten.

## Tracklist
Hieronder een overzicht van de nummers op het album. Tussen haakjes de titel van het oorspronkelijke nummer.
1. Aan het werk (Katy Perry - Firework)
2. 'k heb de hik (David Guetta & Rihanna - Who's that chick?)
3. Ik speel accordeon (Don Omar & Lucenzo - Danza kuduro)
4. Hallo (Martin Solveig & Dragonette - Hello)
5. Smurfenland (Alexis Jordan - Happiness)
6. Baby Smurf (Justin Bieber - Baby)
7. Yeah yeah yeah (Chris Brown - Yeah 3x)
8. Party Smurf (LMFAO, Lauren Bennett & GoonRock - Party rock anthem)
9. Smurfenrace (Lady Gaga - Pokerface)
10. Wokke wokke (Shakira & Freshly Ground - Waka waka (This time for Africa))
11. Mijn haar zit niet goed (Willow Smith - Whip my hair)
12. Waar is dat feestje (De Pitaboys - Waar is da feestje?)
13. De slimste Smurf (Rihanna - Only girl (In the world))
14. Ik zing een liedje (The Black Eyed Peas - I gotta feeling)
15. Beentjes van de vloer (Jennifer Lopez & Pitbull - On the floor)
16. The big Smurfout - De Jeugd van Tegenwoordig (Bonustrack)
17. De hiep hoi Smurfendans (Cat Music) (Bonustrack)
18. Smurfig goed (Good 'n Smurfy) (Bonustrack)
19. In een Smurfige bui (In a Smurfery mood) (Bonustrack)
20. Wereld vol Smurfen (In our Smurfery world) (Bonustrack)
21. Gargamel (Chatterbox) (Bonustrack)

## Hitnotering

### NederlandseAlbum Top 100
| Hitnotering: 27-08-2011 t/m 24-12-2011 | Hitnotering: 27-08-2011 t/m 24-12-2011 | Hitnotering: 27-08-2011 t/m 24-12-2011 | Hitnotering: 27-08-2011 t/m 24-12-2011 | Hitnotering: 27-08-2011 t/m 24-12-2011 | Hitnotering: 27-08-2011 t/m 24-12-2011 | Hitnotering: 27-08-2011 t/m 24-12-2011 | Hitnotering: 27-08-2011 t/m 24-12-2011 | Hitnotering: 27-08-2011 t/m 24-12-2011 | Hitnotering: 27-08-2011 t/m 24-12-2011 | Hitnotering: 27-08-2011 t/m 24-12-2011 | Hitnotering: 27-08-2011 t/m 24-12-2011 | Hitnotering: 27-08-2011 t/m 24-12-2011 | Hitnotering: 27-08-2011 t/m 24-12-2011 | Hitnotering: 27-08-2011 t/m 24-12-2011 | Hitnotering: 27-08-2011 t/m 24-12-2011 | Hitnotering: 27-08-2011 t/m 24-12-2011 | Hitnotering: 27-08-2011 t/m 24-12-2011 | Hitnotering: 27-08-2011 t/m 24-12-2011 | Hitnotering: 27-08-2011 t/m 24-12-2011 |
| Week:                                  | 1                                      | 2                                      | 3                                      | 4                                      | 5                                      | 6                                      | 7                                      | 8                                      | 9                                      | 10                                     | 11                                     | 12                                     | 13                                     | 14                                     | 15                                     | 16                                     | 17                                     | 18                                     |                                        |
| -------------------------------------- | -------------------------------------- | -------------------------------------- | -------------------------------------- | -------------------------------------- | -------------------------------------- | -------------------------------------- | -------------------------------------- | -------------------------------------- | -------------------------------------- | -------------------------------------- | -------------------------------------- | -------------------------------------- | -------------------------------------- | -------------------------------------- | -------------------------------------- | -------------------------------------- | -------------------------------------- | -------------------------------------- | -------------------------------------- |
| Positie:                               | 5                                      | 4                                      | 7                                      | 11                                     | 21                                     | 37                                     | 30                                     | 42                                     | 52                                     | 63                                     | 66                                     | 69                                     | 69                                     | 79                                     | 45                                     | 57                                     | 82                                     | 93                                     | uit                                    |